# Salso (fiume)
Il Salso, chiamato anche Salso Cimarosa o Sugara è un fiume della Sicilia orientale che scorre interamente nel territorio della Provincia di Enna. A differenza del suo omonimo, il fiume Salso (o Imera Meridionale), che nasce dalle Madonie, il Salso Cimarosa nasce dai monti Nebrodi.
Il nome Salso è comune a molti fiumi e torrenti della Sicilia aventi origine in zone ricche di sali di sodio e potassio che ne rendono le acque salmastre (di qui il nome).
In antichità era noto in latino come Cyamosōrus (dal greco Κυαμόσωρος) che costituisce la possibile etimologia di Cimarosa. Gli Arabi siciliani lo chiamavano al-Wādī al-Malīḥ, ossia "Il fiume salato".
È un fiume di portata variabile, della lunghezza di 72 km, che ha origine da monte Pizzo Gallo, in territorio di Nicosia, dopo aver attraversato i territori dei comuni di Agira, Regalbuto, Gagliano Castelferrato e Centuripe diventa tributario di destra del Simeto. Lungo il suo corso superiore, sbarrato da una diga all'altezza di Regalbuto, forma il grande Lago di Pozzillo. In esso confluiscono i fiumi: Sperlinga, Cerami, Fiume di Troina di sotto e il torrente Gagliano. Scorre a valle di Nicosia, Nissoria, Agira, Gagliano Castelferrato, Regalbuto e Centuripe.
La portata del fiume doveva essere maggiore nelle epoche antiche.